# Adult Film Database
Die Adult Film Database ist eine englischsprachige Website, die Aufzeichnungen über alle Porno- und Erwachsenenfilm-Stars führt. Dies umfasst Filmografien, Teilbiografien, Rezensionen und einen regelmäßig aktualisierten Blog über die Erwaschsenen-Filmindustrie, der die neuesten Nachrichten über Darsteller, Filme, Regisseure, Studios, Website-Updates und verschiedene Neuigkeiten über Erwachsenenschauspieler/-darsteller aus der ganzen Welt enthält.

## Geschichte
Die AFD wurde 1991 unter dem Namen Sodomite von einem College-Studenten gegründet. Dies war ein Versuch, die Lücke zwischen der zeitweiligen Abstinenz der Internet Adult Film Database (IAFD) (gegründet 1993) zu schließen. Es war ein Projekt in der Webentwicklung. 1999 wurde der Name in AdultFilmDatabase.com geändert. Heute ist AdultFilmDatabase.com ein bedeutender Konkurrent der Internet Adult Film Database.
AdultFilmDatabase.com wurde von der Internet Adult Database und der IMDB inspiriert.  AdultFilmDatabase.com knüpft Verbindungen zu Branchenstars wie Vivid Entertainment, Hustler, Wicked und Digital Playground.  AdultFilmDatabase.com enthält Informationen zu über 100.000 Erwachsenenfilmen und 60.000 Interpreten (Stand März 2019).
Die Adult Film Database, die von einem Ehepaar geführt wird, war die erste Online-Datenbank für Erwachsene, in der sowohl heterosexuelle als auch homosexuelle Videos und Darsteller geführt wurden. Die Website ist reich an Galerien und Originalartikeln und hebt sich damit auch von anderen Datenbanken ab.

## Weblink
- AdultFilmDatabase.com